# Warschauer Gesellschaft der Freunde der Wissenschaften

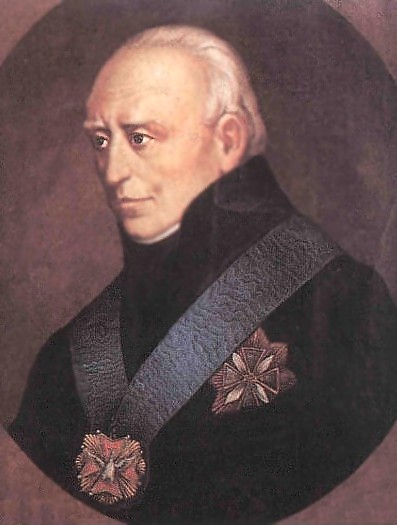
Stanisław Staszic, Gründer und Förderer der Gesellschaft auf einem Porträt von Franciszek Sobolewski, 1826

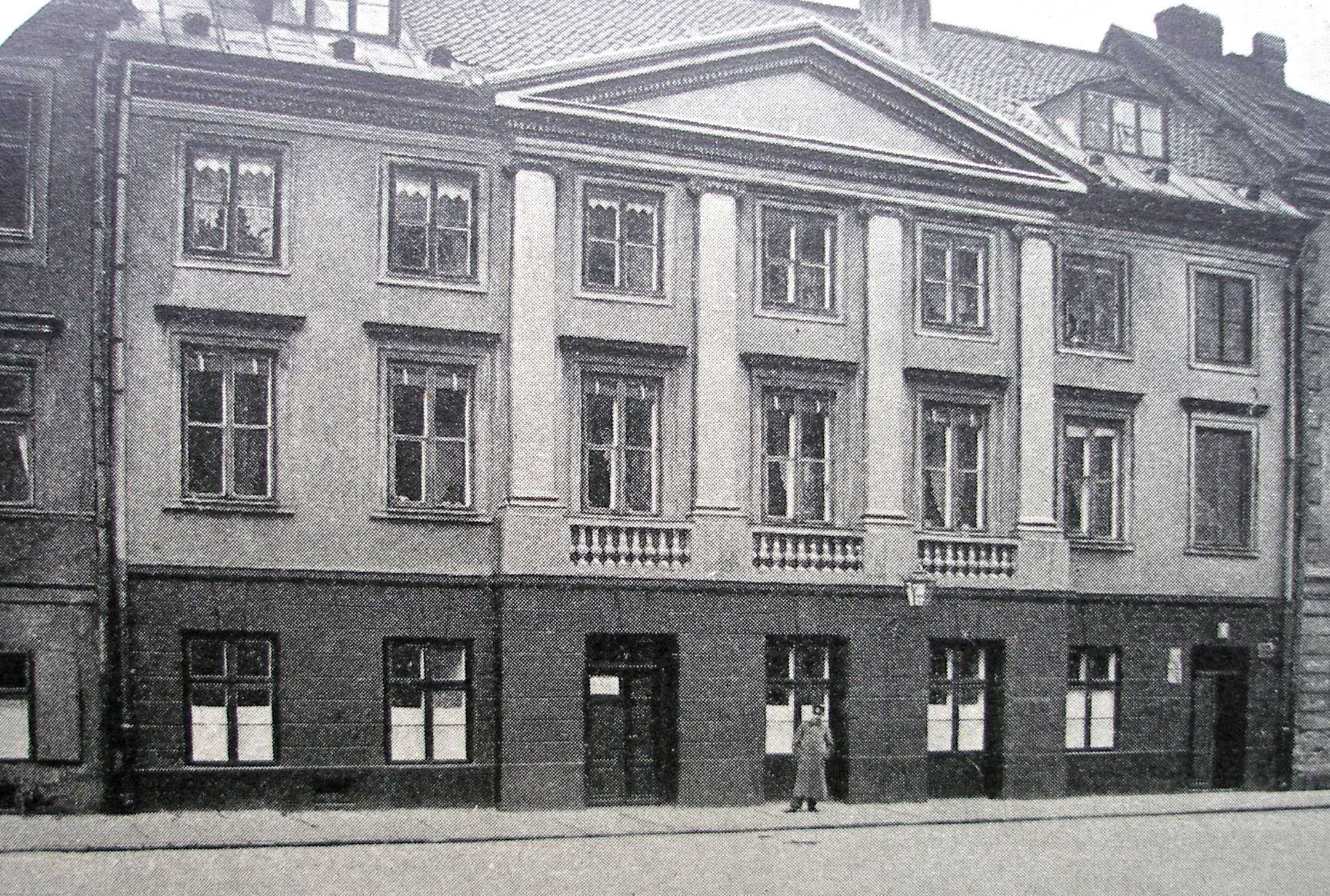
Sitz der Gesellschaft in der Warschauer Kanonia-Straße von 1807 bis 1823

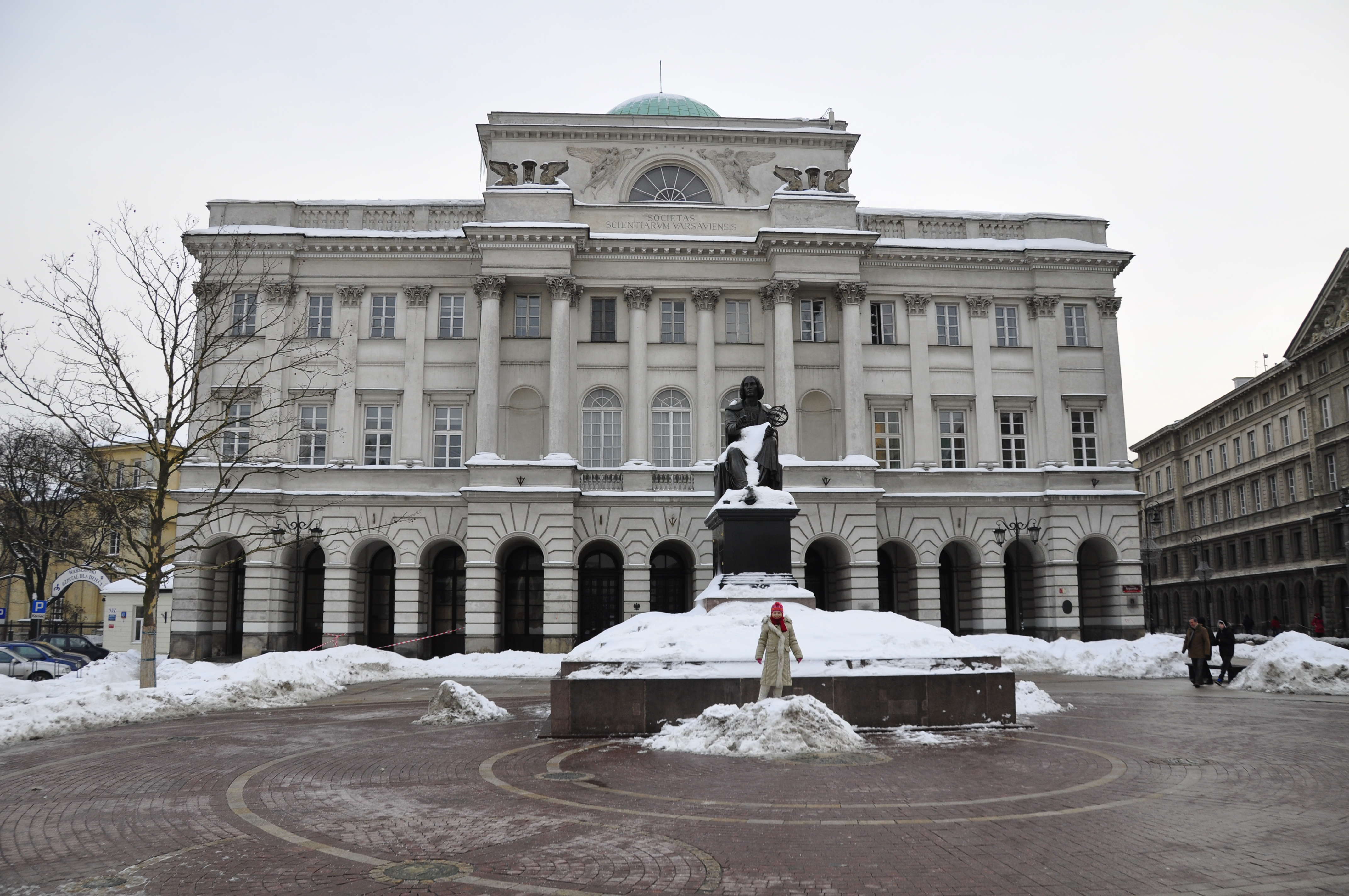
Letzter Sitz der Gesellschaft im Staszic-Palast. Hier das nach dem Zweiten Weltkrieg wieder zurückgebaute Gebäude im Jahr 2010. Im Vordergrund befindet sich das Kopernikus-Denkmal

Die Warschauer Gesellschaft der Freunde der Wissenschaften (poln. Towarzystwo Warszawskie Przyjaciół Nauk, zeitweise auch Königliche Gesellschaft der Freunde der Wissenschaften (Towarzystwo Królewskie Przyjaciół Nauk) genannt) wurde zu Beginn des 19. Jahrhunderts in Warschau gegründet und war die erste bedeutende wissenschaftliche Gesellschaft Polens. Nach ihrer Schließung 1832 entstanden in ihrer Tradition ähnliche Gesellschaften in anderen polnischen Städten. In Warschau sah sich die 1907 gegründete Towarzystwo Naukowe Warszawskie (Warschauer Wissenschaftsgesellschaft) in der Traditionsfolge der Gesellschaft der Freunde der Wissenschaften.

## Geschichte
Die Idee zur Gründung einer Gesellschaft zur Förderung wissenschaftlicher Erkenntnisse und zum Erhalt polnischen Kulturerbes entstand Ende des 18. Jahrhunderts im besetzten Warschau. Der Plan wurde vom preußischen König akzeptiert und 1801 erfolgte die Gründung der Gesellschaft. Als erster Präsident wurde der Geistliche Jan Albertrandi bestimmt, Förderer und wichtigster Unterstützer der Gesellschaft war aber Stanisław Staszic.

„Seit zwei Jahren hat sich hier in Warschau eine Gesellschaft Polnischer Gelehrten unter dem Titel: Freunde der Wissenschaften, vereinigt, deren Abhandlungen jährlich gedruckt werden. An der Spitze dieser wackern Männer steht als Präsident der gelehrte Bischof Albertrandi, vormals Königlicher erster Bibliothekar. Er eröffnete die Gesellschaft mit einer vortrefflichen Rede, in der er die Schicksale der Wissenschaften, ihr Steigen und Sinken, ihr Glänzen und Verschwinden darstellte, und am Ende die Hoffnung äußerte durch vereinte standhafte Bemühungen das goldene Zeitalter der polnischen Literatur wieder hervor zu rufen, welches zu den Zeiten der beiden ersten Sigismunde und noch in den ersten funfzehn Jahren der Regierung Sigismund des Dritten bewundert blühte.“

Zunächst mietete die Gesellschaft Räume bei den Piaristen und hielt Sitzungen in der Bibliothek der Mönche in der Długa-Straße ab. Später zog die Gesellschaft in die Kanonia-Straße 8 um, schließlich baute Staszic für sie in der Warschauer Innenstadt einen repräsentativen Bau, den nach seinem Tod nach dem Erbauer benannten Staszic-Palast.
Ab 1806 fungierte Staszic als Präsident der Gesellschaft, nach seinem Tod im Jahr 1826 übernahm Julian Ursyn Niemcewicz die Leitung. Bedeutende Mitbegründer der Gesellschaft waren Samuel Linde und Stanisław Kostka Potocki. Die Gesellschaft ernannte Ehrenmitglieder und korrespondierende Mitglieder in anderen Ländern und Kontinenten. Bedeutende Mitglieder waren Joachim Lelewel, Hugo Kołłątaj, Christoph Cölestin Mrongovius, Joseph Maximilian Ossolinski, Johann Christian Schuch, Abraham Stern und Jan Śniadecki.
Die Gesellschaft gab von 1802 bis 1830 ein Jahrbuch (Roczniki Warszawskiego Towarzystwa Przyjaciół Nauk) heraus sowie verlegte eine Reihe von Werken und Broschüren, darunter eine Chronikserie zu Warschau (Pamiętnik Warszawski). Sie legte auch eine bedeutende Bibliothek an, die wegen des Verlustes der Załuski-Bibliothek 1794 die größte öffentliche Bibliothek Warschaus wurde. Die Bibliothek der Gesellschaft teilte das Schicksal der Załuski-Bibliothek und wurde nach der Niederschlagung des Novemberaufstandes im Jahr 1831 von russischen Truppen als Kriegsbeute annektiert und ebenfalls nach Sankt Petersburg verbracht.
Im Jahr 1828 hatte die Gesellschaft 185 Mitglieder, die sich zweimal monatlich trafen. Die Gesellschaft initiierte die Aufstellung eines Kopernikus-Denkmals vor dem Gebäude der Gesellschaft am 11. Mai 1830. 1832 wurde die Gesellschaft auf Weisung des Zaren Nikolaus I. aufgelöst.

## Bedeutung
Die 32 Jahre, die die Gesellschaft existierte, fallen in eine Periode politischer Abhängigkeit Polens von Nachbarstaaten während der Zeit des Herzogtums Warschau sowie Kongresspolens. Gründung wie Wirken der Gesellschaft stellten einen wichtigen Bestandteil der „polnischen Aufklärung“ im 19. Jahrhundert dar.

„Sehr gross war die Bedeutung der ‚Gesellschaft der Freunde der Wissenschaften‘ für die kulturelle Entwicklung Polens, also auch mittelbar für die Entwicklung seiner politischen Macht. Ihr ist es zu verdanken, dass das geistige Leben in diesem unterworfenen Lande nicht erstarb, ja dass es sich sogar zu grösserer Blüte entwickelte. Hier konzentrierten sich wie in einem Brennpunkt alle Strahlen der in den polnischen Landen verstreuten originellen, schöpferischen Gedanken.“